# Гудкова, Наталия Владимировна
Ната́лия Влади́мировна Гудко́ва (урож. Клецко́ва; род. 15 декабря 1974 года, Омск, СССР) — российская легкоатлетка. Чемпионка летних Паралимпийских игр 2000 года в Сиднее, двукратный серебряный призёр Паралимпийских игр (2004, 2012), бронзовый призёр Паралимпийских игр 1996 года, двукратный призёр чемпионатов мира в метании копья. Заслуженный мастер спорта России.

## Биография
Наталия Клецкова родилась 15 декабря 1974 года в Омске в обычной заводской семье. При рождении обнаружили, что у Натальи нет левой руки. В 13 лет пришла записаться в секцию плавания в бассейн «Альбатрос», но из-за возраста её отправили к тренеру по лёгкой атлетике, группа которого также посещала бассейн. Первоначально занималась бегом на дистанции 100, 200, 400 метров, прыжками в длину, высоту, а намного позже — метанием копья, диска и толканием ядра. Тренировалась под руководством Бориса Григорьевича Ржищева. В 1989 году дебютировала на чемпионате РСФСР среди лиц с ОВЗ в Костроме, на котором взяла медаль в беге на 100 метров. На чемпионате мира среди юниоров в 1991 году выиграла золотые медали в беге на 100 и 200 метров и прыжках в длину. С 1992 по 1994 год обучалась в Омском республиканском училище олимпийского резерва. С 1994 по 1996 год обучалась в Сибирском государственном университете физической культуры. В 2013 году приняла решение о завершении спортивной карьеры. Участница эстафеты Олимпийского огня «Сочи — 2014» в Омске.

## Семья
Замужем за российским легкоатлетом, призёром Паралимпийских игр в метании копья Евгением Гудковым. Сын — Илья (2006 г.р.).

## Спортивные результаты
| Год  | Соревнование                    | Город                      | Вид            | Место   | Спортивный результат | Примечание |
| ---- | ------------------------------- | -------------------------- | -------------- | ------- | -------------------- | ---------- |
| 1996 | Паралимпийские игры             | Атланта, США               | Метание копья  | 3-я     | 30,28 м              |            |
| 1996 | Паралимпийские игры             | Атланта, США               | Толкание ядра  | 8-я     | 8,80 м               |            |
| 1996 | Паралимпийские игры             | Атланта, США               | Метание диска  | 7-я     | 28,32 м              |            |
| 1998 | Чемпионат мира                  | Бирмингем, Англия          | Метание копья  | 1-я     | ? м                  |            |
| 1998 | Чемпионат мира                  | Бирмингем, Англия          | Метание диска  | 3-я     | ? м                  |            |
| 1998 | Чемпионат мира                  | Бирмингем, Англия          | Толкание ядра  | 2-я     | ? м                  |            |
| 2000 | Паралимпийские игры             | Сидней, Австралия          | Метание копья  | 1-я     | 37,37 м              |            |
| 2001 | Чемпионат Европы                | Ассен, Голландия           | Метание копья  | 1-я     | ? м                  |            |
| 2001 | Чемпионат Европы                | Ассен, Голландия           | Метание диска  | 2-я     | ? м                  |            |
| 2002 | Чемпионат мира                  | Лилль, Франция             | Метание копья  | 3-я     | 30,79 м              |            |
| 2002 | Чемпионат мира                  | Лилль, Франция             | Метание диска  | 6-я     | 32,56 м              |            |
| 2002 | Чемпионат мира                  | Лилль, Франция             | Прыжок в длину | 8-я     | 4,16 м               |            |
| 2003 | Чемпионат Европы                | Ассен, Голландия           | Метание копья  | 1-я     | ? м                  |            |
| 2003 | Чемпионат Европы                | Ассен, Голландия           | Толкание ядра  | 3-я     | ? м                  |            |
| 2004 | Паралимпийские игры             | Афины, Греция              | Метание копья  | 2-я     | 37,58 м              | WR для F46 |
| 2004 | Паралимпийские игры             | Афины, Греция              | Метание диска  | NoM (8) | —                    |            |
| 2006 | Чемпионат мира                  | Ассен, Голландия           | Метание копья  | 6-я     | 32,29 м              |            |
| 2006 | Чемпионат России                |                            | Метание копья  | 1-я     | ? м                  |            |
| 2008 | Паралимпийские игры             | Пекин, Китай               | Метание копья  | 5-я     | 38,16 м              |            |
| 2009 | Чемпионат мира среди лиц с ПОДА |                            | Метание копья  | 1-я     | ? м                  |            |
| 2011 | Чемпионат мира                  | Крайстчерч, Новая Зеландия | Метание копья  | 2-я     | 33,65 м              |            |
| 2012 | Паралимпийские игры             | Лондон, Великобритания     | Метание копья  | 2-я     | 41,08 м              |            |

## Награды
- Орден Дружбы (6 апреля 2002 года) — за большой вклад в развитие физической культуры и спорта, высокие спортивные достижения на XI Паралимпийских играх 2000 года в Сиднее (Австралия).[11]
- Медаль ордена «За заслуги перед Отечеством» II степени (10 августа 2006 года) — за большой вклад в развитие физической культуры и спорта, высокие спортивные достижения на XII Паралимпийских летних играх 2004 года в городе Афинах (Греция).[12]
- Медаль ордена «За заслуги перед Отечеством» I степени (10 сентября 2012 года) — за большой вклад в развитие физической культуры и спорта, высокие спортивные достижения на XIV Паралимпийских летних играх 2012 года в городе Лондоне (Великобритания).[13]
- Заслуженный мастер спорта России (1996).
- Премия «Галерея российской спортивной славы», номинация «Герои спорта инвалидов» (2003).[5]
- Премия Паралимпийского комитета России «Возвращение в жизнь», номинация «И жизнь, и слезы, и любовь…» (2005, 2008).[5]
- Лауреат спортивной премии Губернатора Омской области «Доблесть» (2008).[14]